# Ptilotula
Ptilotula – rodzaj ptaków z rodziny miodojadów (Meliphagidae).

## Zasięg występowania
Rodzaj obejmuje gatunki występujące w Australii i na Nowej Gwinei.

## Morfologia
Długość ciała 13–18,5 cm; masa ciała 9–27 g.

## Systematyka

### Etymologia
- Ptilotula: rodzaj Ptilotis Swainson, 1837 (miodojad); łac. przyrostek zdrabniający -ula[6].
- Paraptilotis: gr. παρα para „blisko, obok”; rodzaj Ptilotis Swainson, 1837 (miodojad)[7]. Typ nomenklatoryczny: Meliphaga fusca Gould, 1837.
- Sacramela: łac. sacer, sacra „poświęcony, święty”; melos „melodia, piosenka”, od gr. μελος melos „piosenka”[8]. Typ nomenklatoryczny: Ptilotis keartlandi North, 1895.

### Podział systematyczny
Takson wyodrębniony z Lichenostomus; w takim ujęciu do rodzaju należą następujące gatunki:
- Ptilotula plumula (Gould, 1841) – złotouch szaroczelny
- Ptilotula keartlandi (North, 1895) – złotouch szarogłowy
- Ptilotula fusca (Gould, 1837) – złotouch brązowy
- Ptilotula flavescens (Gould, 1840) – złotouch żółtawy
- Ptilotula ornata (Gould, 1838) – złotouch kreskowany
- Ptilotula penicillata (Gould, 1837) – złotouch blady